# جوليا نوفينتس
جوليا نوفينتس (بالأرمنية: Գալյա Նովենց) (وُلدت في 1 يوليو 1937 وتُوفيت في 22 يوليو 2012)كانت ممثلة سينمائية، وواحدة من أبرز الممثلات الأرمن في القرن العشرين.

## السيرة الذاتية
ولدت جاليا نوفينتس في 1 يوليو 1937 في يريفان. في عام 1958، تخرجت من معهد يريفان للفنون الجميلة والمسرح.
منحها مهرجان فينيسيا السينمائي الدولي الثاني والأربعون ذكرًا خاصًا لأفضل ممثلة لم يتم منحهالها.
توفيت في 22 يوليو 2012 في لوس أنجلوس في سن الخامسة والسبعين.

## انظر ايضاً
- آنا مليكيان
- أغافني بابازيان

## روابط خارجية
- جوليا نوفينتس على موقع IMDb (الإنجليزية)
- جوليا نوفينتس على موقع كينوبويسك (الروسية)